# Alessio Fontana
Alessio Fontana (Sassari, primo decennio fine XVI secolo – Sassari, marzo 1558) è stato un giurista e consigliere di Carlo V nel XVI secolo.

## Biografia
Di famiglia agiata, figlio di Giovanni, ricevette una buona istruzione letteraria, giovanissimo si recò in Spagna al seguito del catalano Miquel Mai un importante funzionario, fino ad allora reggente la Cancelleria del Regno di Sardegna. Questi lo introdusse nella carriera di letrado al servizio della burocrazia imperiale. Questa attività dovette essere preceduta o accompagnata da studi di carattere giuridico. In Spagna entrò in contatto con le idee erasmiane, allora in voga negli apparati burocratici imperiali. Questo aspetto sarebbe confermato dalla biblioteca che portò con sé quando tornò in Sardegna nel 1557: la prima attestata nell'isola di cui si possegga anche l'inventario completo, e che conservava ancora numerose opere di Erasmo o di erasmiani.
Dal 1543 rimase in Spagna per coadiuvare il principe reggente, vi si trattenne fino al 1548, quando fu chiamato in Germania da Carlo V perché visitasse i domini asburgici, tornò, così, a far parte della corte imperiale. 
In quegli anni iniziò un'importante corrispondenza con Ignazio di Loyola, di questa ci sono pervenute 35 lettere, scritte tra il maggio 1553 e il luglio 1556, alcune scritte di suo pugno altre dal suo segretario Juan Alfonso de Polanco. 
Nello stesso anno, dopo l'abdicazione di Carlo V, Fontana dovette lasciare i ranghi dell'amministrazione, a causa di importanti avvicendamenti imposti dal nuovo sovrano Filippo II, e fece ritorno nell'isola.
Il 27 febbraio del 1558 Fontana aveva consegnato al notaio il proprio testamento nel quale disponeva che i beni da lui personalmente acquisiti, amministrati da una giunta composta da arcivescovo, venissero destinati alla costituzione di un istituto di istruzione da affidare prioritariamente ai gesuiti. 

## Opere
- Monumenta Ignatiana, S. Ignatii de Loyola epistulae et instructiones, Madrid 1903-1911, VI-XII (corrispondenza con Ignazio di Loyola)